# Armée du salut national de Heilungkiang
Le 27 septembre 1932, les forces du général chinois Su Bingwen se mutinent à Hailar. S'auto-proclamant armée du salut national de Heilungkiang, elles se déplacent vers l'est à Tsitsihar pour se rallier au général Ma Zhanshan dans la reconquête de cette capitale provinciale occupée par l'empire du Japon.